# Löffelholz von Kolberg
La famiglia Löffelholz von Kolberg fu una famiglia patrizia di Norimberga, dove fu presente nel consiglio cittadino dal 1440 al 1806.

## Storia
L'origine della famiglia Löffelholz risale al XIII secolo al servizio dei vescovi di Bamberga. A causa dei contrasti che sorsero nel XV secolo tra i cittadini di Bamberga e il vescovo locale, i membri della famiglia si trasferirono a Norimberga nel 1420. Burkhard e Hans Löffelholz furono i primi rappresentanti della famiglia a Norimberga.
Nella guerra di successione di Landshut, il capitano Thomas Löffelholz (1472–1527) guidò con successo le truppe del duca Alberto IV di Baviera e venne ricompensato con il feudo del castello di Kolberg presso Altötting, espropriato a Wolfgang Kolberger, cancelliere bavarese. Nel 1512 la famiglia ottenne la nobilitazione ed il riconoscimento del predicato feudale sul cognome.
Già elevati al rango di baroni del Sacro Romano Impero nel 1708, i membri della famiglia vennero registrati anche nella nobiltà bavarese col titolo di baroni nel 1813.

## Membri notabili
- Wilhelm Loffelholz (1424-1475), capitano, diplomatico e consigliere della città di Norimberga
- Johann Löffelholz (1448-1509), studioso legale, umanista e poeta (pseudonimo: "Cocles")
- Thomas Löffelholz von Kolberg (1472-1527), capitano
- Burkhard Löffelholz von Kolberg (1599–1675), gestore delle tasse di Norimberga
- Georg Wilhelm Loffelholz von Kolberg (1661-1719), generale imperiale
- Wilhelm Christian Eberhard Friedrich Loffelholz von Kolberg (1809-1891), cancelliere ed archivista del principe di Oettingen-Wallerstein.
- Georg Löffelholz von Kolberg (1869-1938), maggiore generale tedesco del Reichswehr
- Curt Loeffelholz von Colberg (1874-1945), politico tedesco (NSDAP)
- Friedrich von Loeffelholz (1955-2017), ciclista tedesco e insegnante universitario